# Старк, Георгий Карлович
Георгий Карлович Старк (20 октября 1878, Санкт-Петербург — 2 марта 1950, Париж) — российский контр-адмирал.

## Биография
Предки Старка в начале XVIII в. переселились в Россию из Швеции, а в Швецию — из Шотландии. Они принадлежали к септу Старк хайлендерского (горского) клана Робертсон. В 1818 г. предки контр-адмирала получили российское дворянство.
Георгий Старк родился в Санкт-Петербурге. Его отец, Карл Александрович Старк (1845—1883), окончил Военно-юридическое училище и впоследствии открыл нотариальную контору. В 1880 г. семья уехала в Америку, где имелась многочисленная шотландская диаспора. Но через два года Старки вернулись в Европу. Полгода прожив в Дрездене, они возвратились в Россию. Под Новороссийском Карл Старк арендовал ферму. Но когда семья уже стала обживаться на новом месте, 1 ноября 1883 г. он был убит грабителями, которые рассчитывали поживиться, но нашли в доме несколько десятков рублей. Мать — Агриппина Никаноровна (урожд. Крокодилова; 1847—1913). В семье было шестеро детей, самая младшая дочь родилась уже после смерти отца.  После смерти отца семья решила вернуться в Петербург.  Активное участие в воспитании и образовании племянников приняла незамужняя сестра Карла Александровича — Жозефина  (1844—1920). Она устраивала племянников в школы, хлопотала насчет стипендий.
В 1891 году Георгий Старк поступил в Морской кадетский корпус. В его выборе решающую роль сыграл его двоюродный дядя, адмирал Оскар Викторович Старк. Накануне Русско-японской войны О. В. Старк командовал Тихоокеанской эскадрой. Его именем названы бухта и пролив в Японском море, близ Владивостока. В годы учёбы в Морском кадетском корпусе Старк считался одним из лучших кадетов по знаниям математики и точных морских наук. В 1898 году он окончил Морской кадетский корпус, был произведён в первый офицерский чин и зачислен в 15-й флотский экипаж, расположенный в Кронштадте. В 1904 г. Старк получил назначение минным офицером на новый крейсер 1 ранга «Аврора». С этим кораблём было связано почти десятилетие его жизни. Когда началась Русско-японская война, старший минный офицер Г. Старк совершил на «Авроре» в составе 2-й Тихоокеанской эскадры поход вокруг Африки. 2 октября 1904 г. «Аврора» покинула Либаву. К 1 мая 1905 г. достигли бухты Ван-Фонг, откуда эскадра взяла курс на Владивосток. 14 мая Старк участвовал в Цусимском сражении с японским флотом. В тот момент, когда осколки вражеского снаряда, разорвавшегося рядом с боевой рубкой, влетели внутрь неё через смотровую щель, Старк находился рядом с командиром «Авроры», капитаном 1 ранга Е. Р. Егорьевым. Командир был убит, Старк получил ранение. После окончания Цусимского сражения крейсера «Аврора», «Олег» и «Жемчуг» были интернированы и стояли в Маниле. Экипажи кораблей ждали окончания войны и подписания мирного договора. Только после этого русские крейсера могли вернуться к родным берегам. За боевое отличие Старк был награждён орденом Св. Анны 3 степени с мечами и бантом.
В 1912 году был Старк произведён в капитаны 2 ранга и награждён мекленбург-шверинским орденом Грифа 4 степени. Командовал эсминцами «Сильный» (1912—1914), «Страшный» (1914—1916), «Донской казак», 5-м и 12-м дивизионами миноносцев. Участвовал во многих боевых операциях и боях, занимался постановкой минных заграждений под Виндавой, на которых погибло несколько немецких миноносцев и крейсеров. 22 сентября 1915 года «за совершение восемнадцати шестимесячных морских кампаний и бытность в сражениях» награждён орденом Св. Владимира IV степени с мечами и бантом. 6 декабря 1916 года произведён в чин капитана 1 ранга. В 1917 году командовал Минной дивизией Балтийского флота. 28 июля 1917 года произведён в контр-адмиралы. Уволен в отставку 3 апреля 1918 года.
Прибыл в Казань в августе 1918 г., вступил в армию Комуча и возглавил Волжскую флотилию белых. После оставления бассейна Волги действовал на реках Каме и Белой. Назначен А. В. Колчаком формировать в Красноярске бригаду (декабрь 1918 г.), а затем — дивизию морских стрелков, во главе которых прошёл весь путь отступления Белых армий в Сибири. Отходил вместе с войсками генерал-лейтенанта (1919) В. О. Каппеля. Заболев тифом, через Байкал был перенесён в феврале 1920 года на руках в бессознательном состоянии. Лечился в Харбине.

во Владивостоке (1921 или 1922 год).

17 июня 1921 года прибыл из Харбина во Владивосток по просьбе правительства Приморской области и на следующий день, приказом Временного Приамурского правительства, возглавил Сибирскую военную флотилию — последнее действующее объединение кораблей Русского флота под Андреевским флагом. Адмирал предложил свою программу действий по восстановлению боеспособности Сибирской флотилии. Для поднятия дисциплины и ответственности моряков Старк прежде всего восстановил на флоте погоны старого образца и приказал всем по службе обращаться в соответствии с присвоенными им чинами. По его приказу был начат ремонт затопленных и разграбленных кораблей Сибирской флотилии, укомплектованы команды кораблей. Он изгонял некомпетентных людей, бездельников и матросов, увлекавшихся революционными идеями. Военным нововведением Старка стало создание Военного совета. Членами совета были назначены контр-адмиралы В. В. Безуар и В. И. Подъяпольский, инженер-механик генерал-майор А. И. Ухлин, военный инженер-полковник А. И. Ярон, капитаны 1 ранга А. Н. Пелль, Н. Ю. Фомин, Н. С. Харин, старший лейтенант Г. С. Серебрянников. За короткое время благодаря этим мерам Сибирская флотилия превратилась в боеспособную силу.
В дни июньского переворота 1922 г. Старк, осознавая беспомощность правительства Меркуловых, остался верен им и защищал здание, где заседало правительство, направлял морских стрелков поддерживать порядок во Владивостоке. 4 июня 1922 г. указом правительства адмирал Старк был наделен диктаторскими полномочиями — его назначили командующим всеми вооружёнными силами Временного Приамурского правительства и одновременно он оставался командующим Сибирской флотилией. 11 июня Старк отказался от этой должности. Уход правительства Меркуловых не повлиял на высокое положение адмирала. Пришедший к власти генерал М. К. Дитерихс 10 августа назначил Г. К. Старка помощником по морской части на правах морского министра, с оставлением за ним должности командующего Сибирской флотилией. В сентябре адмирал был назначен на пост начальника тылового района. Старк восстановил и привёл в порядок значительное число кораблей, подготовил их к эвакуации остатков белых сил и беженцев.
23 октября 1922 года Старк увёл из Владивостока остатки Сибирской флотилии, имея на борту 10 000 беженцев. Всего ушло из Владивостока 25 кораблей, затем к ним присоединились корабли из Камчатки и Охотского моря и число вымпелов флотилии возросло до 30: канонерская лодка «Манчжур», вспомогательные транспорты, пароходы, военные буксиры, посыльные суда, катера. В конце ноября 1922 года флотилия прибыла в корейский порт Гэндзан, в то время находившийся в составе Японии. Старк обосновал эту остановку тем, что «этот порт как ближайший пункт, связанный железной дорогой с Маньчжурией, намечался в расчёте, что нам удастся разгрузить корабли от беженцев и получить с флотилией некоторую оперативную свободу». Японцы не разрешили русским сходить на берег.
4 ноября 1922 года Старк через адмирала Б. П. Дудорова получил телеграмму от бывшего управляющего Российским посольством в Токио Д. И. Абрикосова, согласно которой японское морское министерство заявило о том, что японским правительством принято решение о запрещении долговременной стоянки флотилии в японских портах.
Покинув Гензан, Старк увёл флотилию в Фузан, при этом, по данным иностранной прессы, японцам был продан со всем военным снаряжением корабль «Манчжур». Однако и здесь японцы запретили беженцам сходить на берег. Тогда Старк принял решение уходить в Шанхай. При этом с адмирала было взято обязательство, что флотилия больше ни в один японский порт заходить не будет. В Гензане осталось 11 судов под командованием контр-адмирала В. В. Безуара.
Во время пребывания в Фузане Старка посетил военно-морской атташе СССР В. А. Белли, бывший сослуживец Старка, с предложением вернуть флотилию в Россию. Зная, что адмирал уже восемь лет не имел сведений о своей семье, Белли навестил её в Петрограде и передал Старку фотографию. Он предложил Старку в обмен на возвращение флотилии амнистию от имени ВЦИК, но получил отказ.
5 декабря 1922 года флотилия прибыла в Шанхай, где высадила гражданских лиц, а затем на Филиппины. По прибытии в Манилу Г. К. Старк продал остатки флотилии и пароходы Добровольного флота. Все деньги, вырученные от продажи, и тот небольшой запас золота, который вывезли при эвакуации, адмирал разделил поровну среди нижних чинов и офицеров бывшей Сибирской военной флотилии.
Финансовый и военно-политический отчёт по флотилии направил Великому князю Николаю Николаевичу. Переехал в Париж, где многие годы работал шофёром такси. В политической деятельности участия не принимал. Во время оккупации Парижа немцами (1940—1944) отказался сотрудничать с германскими властями.
Председатель Всезарубежного объединения русских морских офицеров (1946—1949). Умер под Парижем. Похоронен на кладбище Сент-Женевьев-де-Буа.

## Семья
Жена — Елизавета Владимировна Развозова (29.06.1881, Виндава — 29.05 (11.06) 1924, Петроград), вдова морского офицера Константина Мессера, сына В.П.Мессера, сестра контр-адмирала А. В. Развозова, с которым он был дружен ещё во время учёбы в Морском кадетском корпусе.
- Старк, Борис Георгиевич — сын, священник.
- Старк, Татиана Георгиевна (в замуж. Кепинова; 1913—2005, Франция) — дочь.

Братья и сестры:
- Зоя Карловна Старк  (1872—1935, Франция)
- Николай Карлович Старк (1873—1932), окончил Императорский лесной институт. Его дочь — Татьяна Николаевна Старк.  Внук (сын Татьяны) — доктор филологических наук, генеалог Вадим Петрович Старк[10].
- Ольга Карловна Старк (1875—1952, Франция). Вышла замуж за троюродного брата, Фёдора Оскаровича Старка, сына О.В.Старка, капитана 1-го ранга.
- Сергей Карлович Старк  (1876—1952), землемер и лесоустроитель. Служил в Министерстве Государственных имуществ начальником партии землемеров на Черноморском побережье. Арестован в 1931 году[11].
- Инна Карловна Старк (в замуж. Штейп; 1884—1969, Москва). Её муж — Владимир Владимирович Штейп, ботаник.

Тетя (сестра отца)  — Жозефина Александровна Старк (1844—1920). После окончания Бестужевских курсов работала в Императорской публичной библиотеке, заведовала скандинавским отделом, была первым историографом семьи.
Дядя (брат отца)  — Александр Александрович Старк, известный ученый-энтомолог.

## В культуре и искусстве
- Адмирал Старк — один из второстепенных героев романа Алексея Иванова «Бронепароходы».
- Адмирал Старк — один из второстепенных героев романа Валентина Пикуля "Три возраста Окини-сан".
- в 2013 году вышел сериал «Красные горы», в первых сериях показан Владивосток времён Гражданской войны. Роль Старка исполнил Арнис Лицитис.